# Messatoporus femorator
Messatoporus femorator là một loài tò vò trong họ Ichneumonidae.